# Tuwuli jezik
Tuwuli jezik (ISO 639-3: bov; bawuli, bowili, bowiri, liwuli, siwuri, tuwili), jedan od četiri jezika nigersko-kongoanske podskupine kposo-ahlo-bowili, šira skupina left bank, kojim govori oko 11 400 ljudi (2003 GILLBT) u ganskoj regiji Volta, od jezera Volta do Amanfroma. Imaju dvanaest sela a glavna gradska naselja su Kwamekrom, Takrabe, Odumase i Odumase Bowiri.
Etnička grupa zove se Bowiri.

## Vanjske poveznice
- Ethnologue (14th)
- Ethnologue (15th)